# Anthene bugalla
Anthene bugalla är en fjärilsart som beskrevs av Henry Stempffer och Jackson 1962. Anthene bugalla ingår i släktet Anthene och familjen juvelvingar. Inga underarter finns listade i Catalogue of Life.